# Abax parallelepipedus
Abax parallelepipedus là một loài bọ cánh cứng thuộc họ Carabidae đặc hữu của châu Âu và miền Tân bắc. Ở châu Âu, nó được tìm thấy ở Áo, Bỉ, Bosna và Hercegovina, Bulgaria, Croatia, Cộng hòa Séc, mainland Đan Mạch, Estonia, chính quốc Pháp, Đức, Đảo Anh, Hungary, chính quốc Ý, Kaliningrad, Latvia (doubtful), Liechtenstein, Luxembourg, Moldova, mainland Na Uy, Ba Lan, miền trung và miền nam Nga, Slovakia, Slovenia, Chính quốc Tây Ban Nha, Thụy Điển, Thụy Sĩ, Hà Lan, Ukraina và Nam Tư.

## Hình ảnh

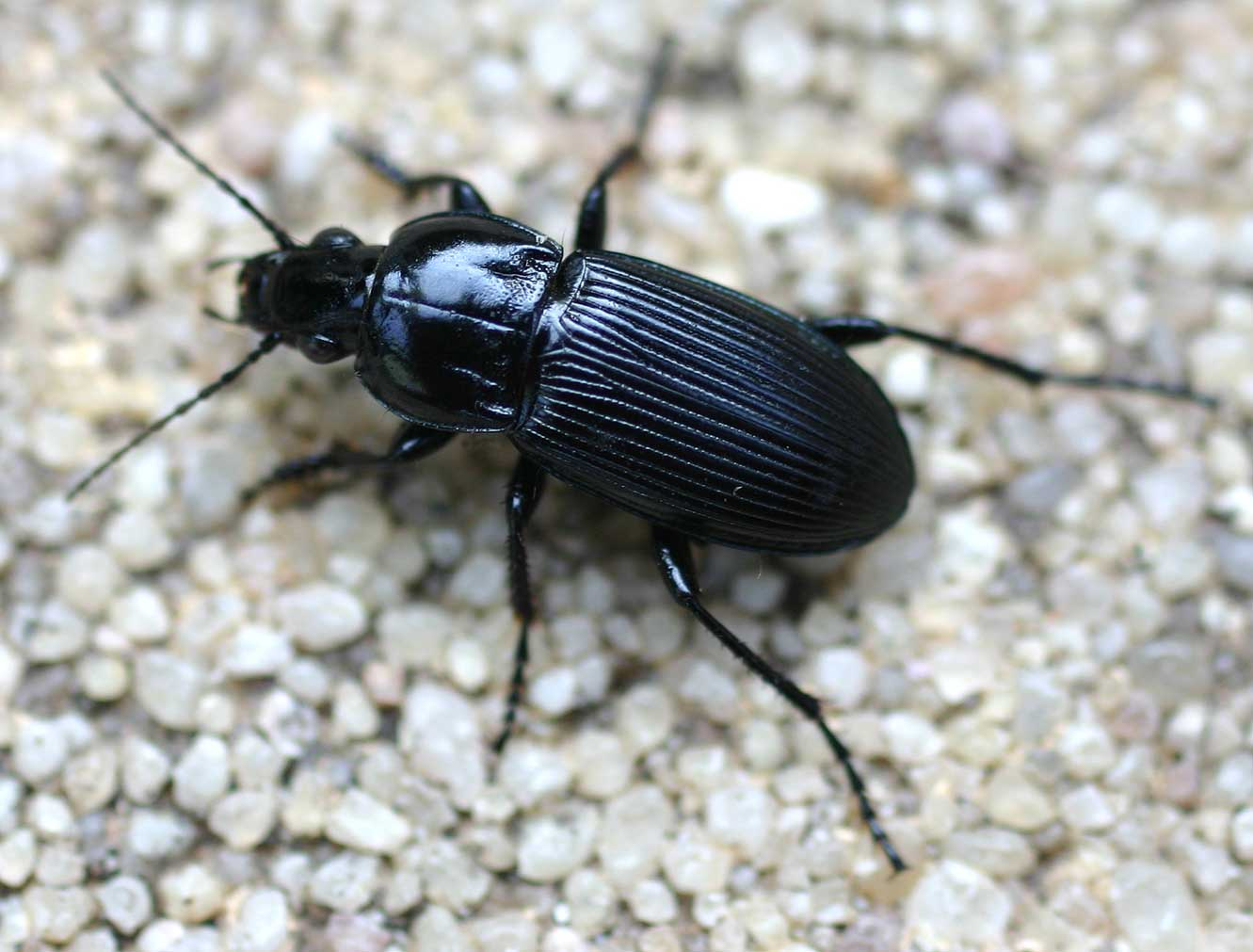
Giống đực
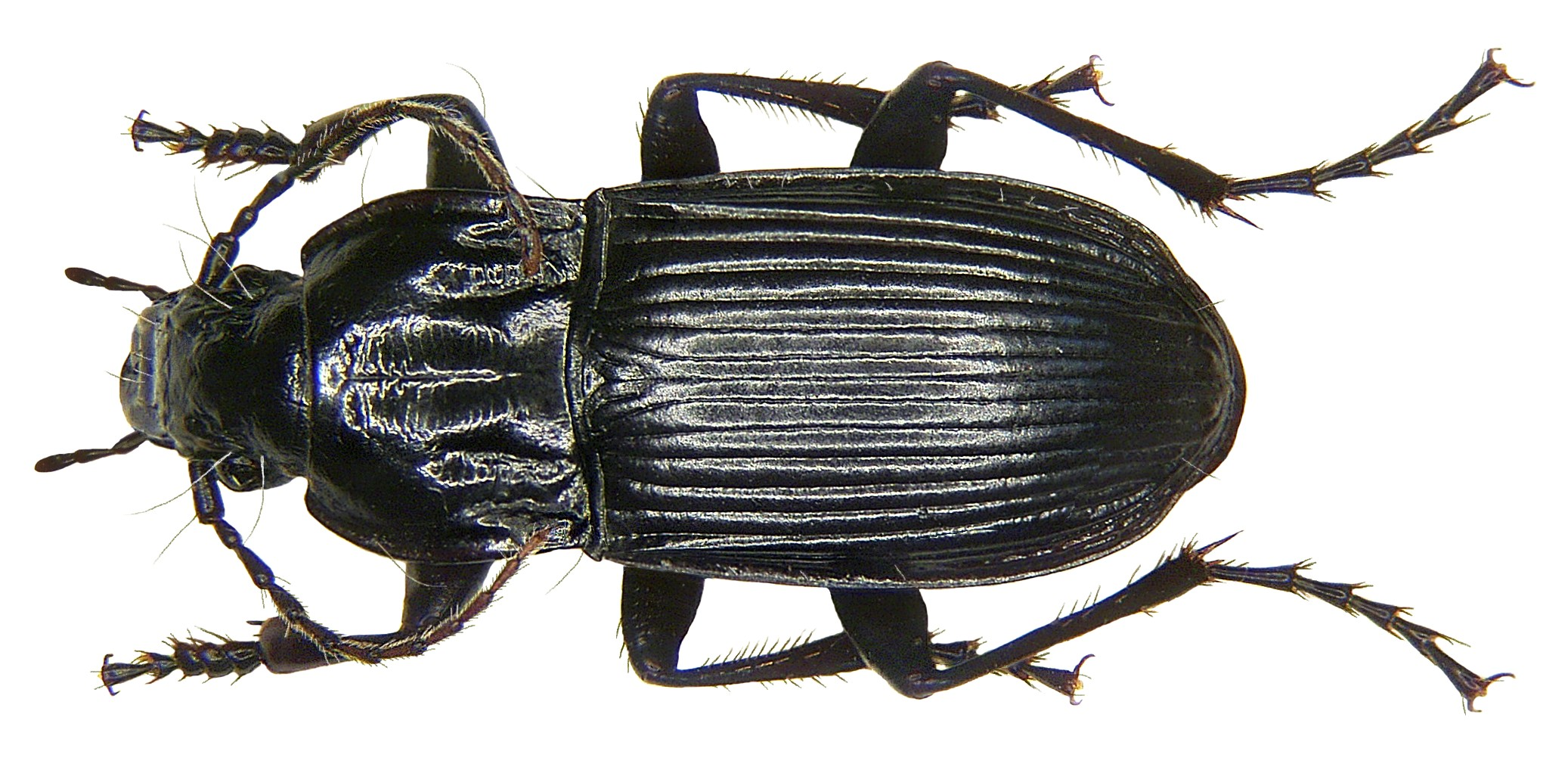
Giống đực
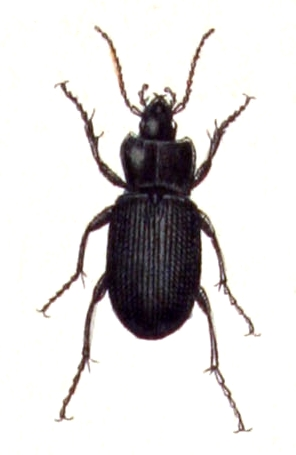
Giống cái
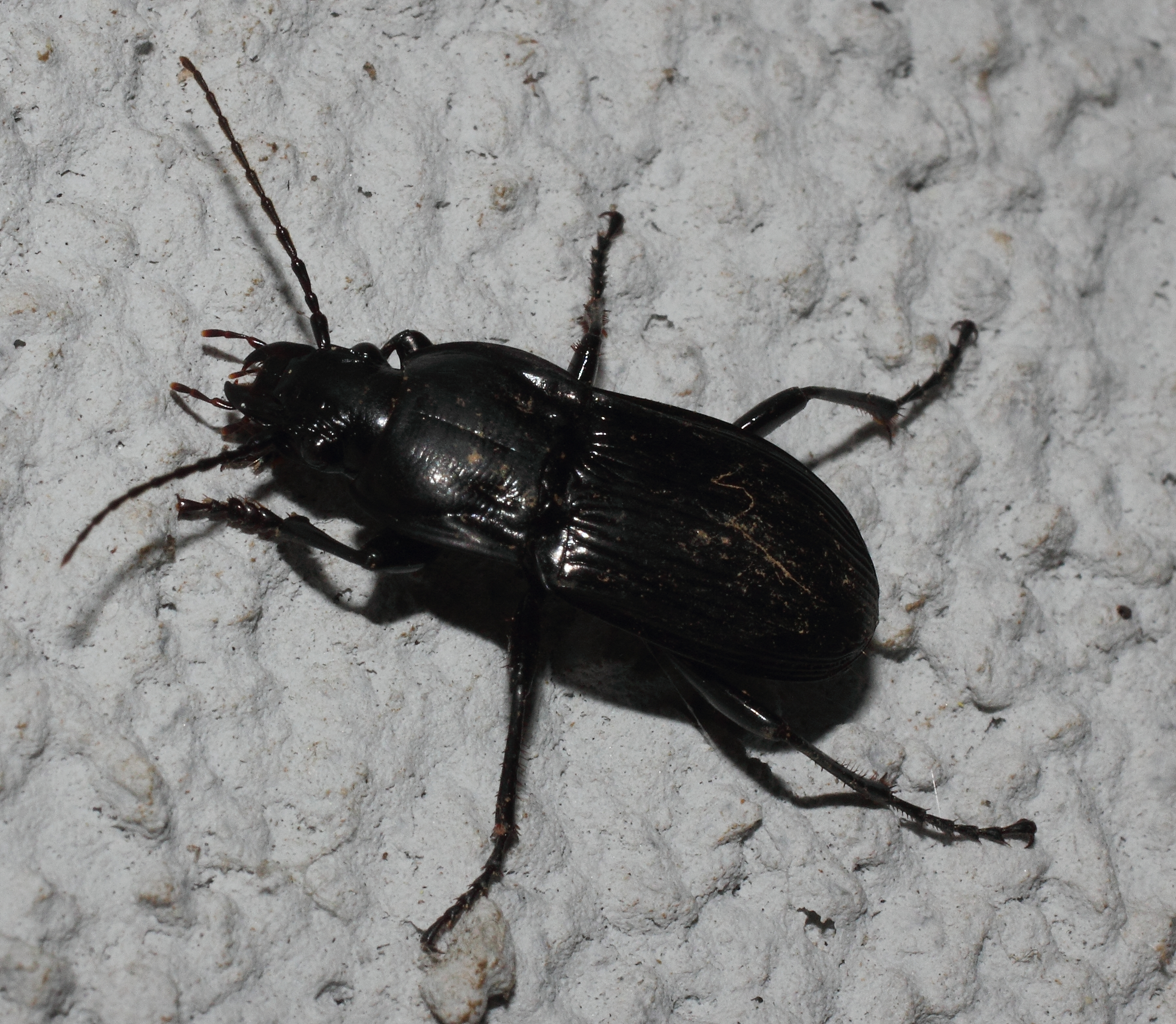
Giống đực
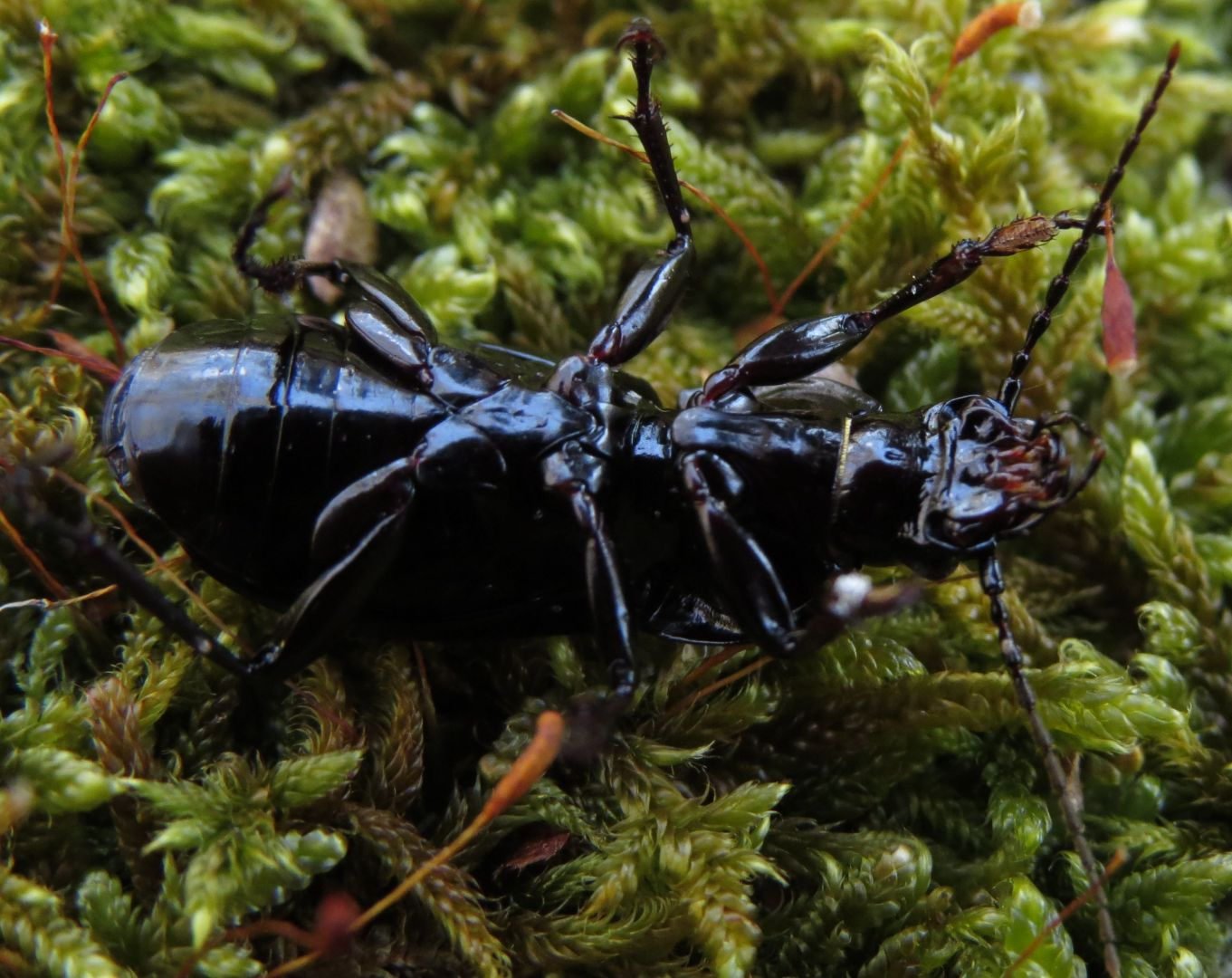
Giống đực